# Alle for fire
|  | Denne artikel er oprettet af botten Steenthbot ud fra en ekstern database. Den kan derfor have sproglige fejl eller mangler. Denne skabelon kan fjernes efter kontrol af indholdet. |

Alle for fire er en dansk spillefilm fra 2022 instrueret af Rasmus Heide.

## Handling
Alt ånder fred og idyl hos de småkriminelle brødre Timo og Ralf, og deres kup kører som smurt. Men da Timos kæreste Lonnie en dag beslutter, at livet må have mere at byde på og starter i den charmerende Peters løbeklub, må han handle hurtigt for ikke at miste sin familie. Ifølge Timos undersøgelser går vejen til en kvindes hjerte gennem et romantisk herregårdsbryllup, men sådan et er ikke gratis. Heldigvis er lillebror Ralf klar med en plan til et kup – sit første nogensinde. Desperat går Timo med til at gøre forsøget, men i stedet for titusinde skrabelodder med sikker gevinst, ender han med en vold-tunet knallertjagt, 50.000 aggressive bier og verdens største olfert. Da løbeklubs-Peter inviterer Lonnie på weekendtur, er det romantiske herregårdsbryllup for alvor i fare, og Timo må overtale ekspolitimanden Martin og den pludseligt nyforelskede Ralf til at hoppe med på deres mest vanvittige kup til dato.

## Medvirkende
- Mick Øgendahl, Ralf
- Anders W. Berthelsen, Timo
- Jon Lange, Martin
- Stephania Potalivo, Didde
- Rikke Louise Andersson, Lonnie
- Gordon Kennedy, Toke
- Ulf Pilgaard
- Lars Ranthe, Theodor Valentin
- Hella Joof, Åse
- Rasmus Botoft